# 臨界膠束濃度
臨界微胞濃度（英語：Critical micelle concentration，經常縮寫為CMC），其定義為表徵界面活性劑結構與性能的一個最重要的物理量，根據界面活性劑的CMC值大小可以設計界面活性劑加入量以得到膠束大小、形狀可控的溶液。

## 定義
界面活性劑形成微胞所需的界面活性劑的最低濃度，稱為臨界微胞濃度。

## 說明
臨界微胞濃度可以透過許多實驗方法來測得，如：電導度、表面張力、及濁度等。
影響CMC值的因素可歸納為：界面活性劑本身的親疏水性、溶液中的離子濃度、以及溫度與壓力等。